# Tomar do Geru (kommun)
Tomar do Geru är en kommun i Brasilien.   Den ligger i delstaten Sergipe, i den östra delen av landet, 1 200 km öster om huvudstaden Brasília. Antalet invånare är 12 873.
Följande samhällen finns i Tomar do Geru:
- Tomar do Geru

Omgivningarna runt Tomar do Geru är huvudsakligen savann. Runt Tomar do Geru är det ganska tätbefolkat, med 52 invånare per kvadratkilometer.